# Félix Dumas
Pour les articles homonymes, voir Dumas.
Félix Dumas né à Lyon le 26 mars 1882 où il est mort le 11 septembre 1965 est un sculpteur et dessinateur français.

## Biographie

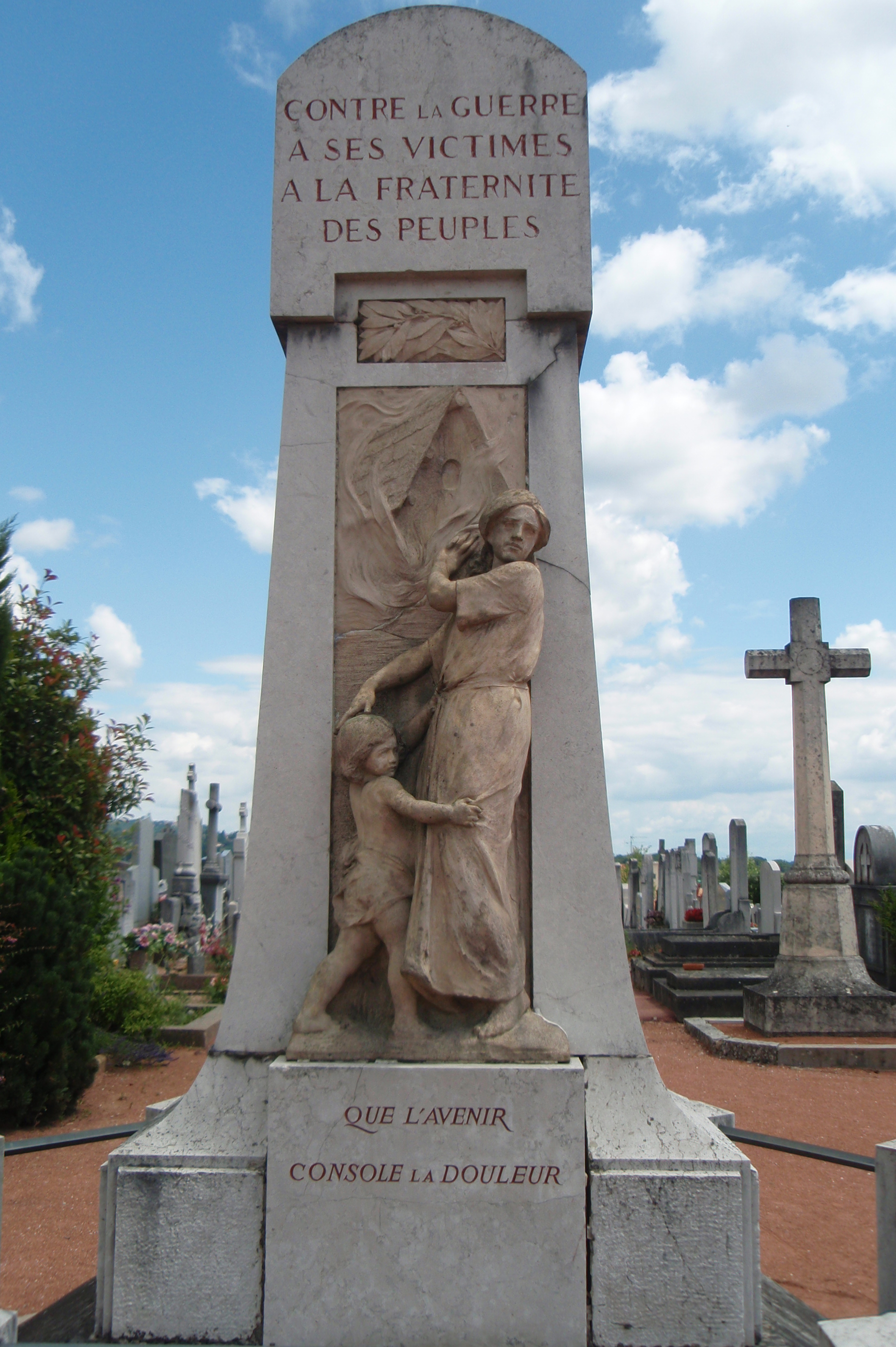
Monument aux morts de Dardilly, en collaboration avec Charles Yrondi.

Professeur à l’École des beaux-arts de Lyon puis directeur du Petit Collège, membre du Salon des artistes français, Félix Dumas y expose en 1903 un buste de religieuse inspiré du Moyen Âge et un panneau figurant trois motifs en bronze. Il y obtient ensuite une mention honorable en 1908. 
On lui doit aussi des monuments aux morts (Cenves, Collonges-au-Mont-d'Or, Dardilly) et des bustes.